# Saint-Martin-de-Fugères
Saint-Martin-de-Fugères is een gemeente in het Franse departement Haute-Loire (regio Auvergne-Rhône-Alpes) en telt 245 inwoners (2005). De plaats maakt deel uit van het arrondissement Le Puy-en-Velay.

## Geografie
De oppervlakte van Saint-Martin-de-Fugères bedraagt 20,5 km², de bevolkingsdichtheid is 12,0 inwoners per km².
De onderstaande kaart toont de ligging van Saint-Martin-de-Fugères met de belangrijkste infrastructuur en aangrenzende gemeenten.

## Demografie
Onderstaande figuur toont het verloop van het inwonertal (bron: INSEE-tellingen).